# ناوکی میاتا
ناوکی میاتا (انگلیسی: Naoki Miyata؛ زادهٔ ۶ نوامبر ۱۹۸۷) بازیکن فوتبال اهل ژاپن است.